# Dólmenes de Corominas
Los Dólmenes de Corominas es un yacimiento arqueológico con unos 5000 años de antigüedad situado en el Parque Municipal San Isidro Labrador (conocido como los Pedregales) de Estepona, Málaga.

## Historia
Se trata de la primera agrupación de necrópolis dolménica en la Costa del Sol, formada por varias estructuras revestidas y cubiertas por losas de piedra (ortostatos) con restos de decenas de individuos y sus depósitos funerarios: vasijas de cerámica, puntas de flecha, hachas pulimentadas, adornos personales...
A finales de la Edad del Cobre e inicios de la Edad del Bronce los sepulcros fueron utilizados para depositar en su interior y entorno inmediato dos enterramientos individuales. En ellos podemos encontrar platos y cuencos de barro cocido, además de objetos metálicos, destacando una espiral de oro. 
Estas tumbas son el reflejo de una sociedad con diferencias sociales, probablemente basadas en el género y prestigio de algunos linajes.

## Descubrimiento
A raíz de la construcción de la AP-7 se llevaron a cabo una serie de trabajos de investigación sobre el impacto ambiental de la autopista de peaje de la Costa del Sol en el patrimonio histórico, especialmente en su tramo Estepona-Guadiaro. 
Se localizaron una treintena de yacimientos y entre el 2001 y 2002 para evitar la destrucción de esta necrópolis, dado su buen estado de conservación, los cinco sepulcros megalíticos fueron desmontados y reubicados en el parque de San Isidro Labrador, siendo reintegrados en un Centro de Interpretación, en cuyo interior se ha reconstruido la topografía del yacimiento, incluyendo los cinco dólmenes en su posición original. 
En este lugar se informa además a través de paneles explicativos y vitrinas los detalles de su descubrimiento, la investigación y la reconstrucción de las prácticas funerarias que se llevaron a cabo en este sitio.